# ピンクと呪文
「ピンクと呪文」（ピンクとじゅもん）は、NHKの音楽番組『みんなのうた』で、2011年2月～3月に放送された楽曲。また同時期にシングルCDとして、発売された。作詞・作曲・編曲：Bro.KONE、歌：ザ★スリー・ソウル・ピグリーズ（岩崎宏美、八神純子、花田千草）。

## 概要
「ピンクと呪文」（ピンクとじゅもん）は、NHKの音楽番組『みんなのうた』で、2011年2月～3月に放送された楽曲。また同時期にシングルCDとして、発売された。
名義はザ★スリー・ソウル・ピグリーズで、Sis.LALA（岩崎宏美）・Sis.JUJU（八神純子）・Sis.TITY（花田千草）の3姉妹、演奏はDA BUBBLE GUM BROTHERS BANDである。
プロジュースは、Bro.KONE。
「みんなのうた」ではアニメーション作品で発表された。
岩崎宏美は、テイチクエンターテインメントのサイトで「モータウンサウンドに小さいころからあこがれていて、このようなコーラスグループで歌ってみたかった」と語っており、自ら八神純子に電話をかけたところ参加を快諾してもらったという。花田千草については、「デビューからずっと注目しておりお願いして参加してもらった」と語っている。曲に関しては「ソウルフルでダンサブルな曲を作ってくれるのはBro.KONEさんしかいないとお願いした」と語っている。楽曲名義のプロデューサーはBro.KONEだが、実質岩崎がイニシアティブをとって進行していたことがうかがえる。

## 楽曲
作詞・作曲・編曲：Bro.KONE
うた：THE★THREE SOUL PIGREES
```
Sis.LALA（岩崎宏美）
Sis.JUJU（八神純子）
Sis.TITY（花田千草）
```

演奏：DA BUBBLE GUM BROTHERS BAND
```
キーボード：Bro.SHELL
ギター：Bro.DYNA
ベース：Bro.SHAKE-IT!!
ドラム：Bro.YOSHIO
パーカッション：Bro.OBAO
トロンボーン：Bro.SASUKE
テナーサックス：Bro.HAM
トランペット：Bro.JUN
```

## 放映スタッフ
イラスト：玉村敬子
アニメーション：須藤英和(Type ZERO)
エグゼクティブ・プロデューサー：川崎龍彦(NHK ENTERPRISES)
チーフ・プロデューサー：松坂華子(NHK ENTERPRISES)
メディア編成：南部奈保子(NHK ENTERPRISES)
ＡＰ：渡邊聖美(NHK ENTERPRISES)、後藤哲郎(NHK ENTERPRISES)
アート・ディレクション＆デザイン：篠田直樹(bright light)

## シングルCD
発売：2011年2月16日
CD番号：TECI-235（通常版）、TECI-234（DVD付特別版） 収録曲
　１．ピンクと呪文（オリジナル・バージョン）
　２．真夜中のドア
　３．ピンクと呪文（NHKみんなのうたバージョン）
　４．ピンクと呪文（オリジナルカラオケ）　５．真夜中のドア（オリジナルカラオケ）